# Petr Ardeleánu
Petr Ardeleánu (ur. 14 grudnia 1980 w Lom u Tachova) – czeski sędzia piłkarski. Od 2013 roku sędzia międzynarodowy.

## Kariera sędziowska
W 2006 roku Ardeleánu zadebiutował w 1. česká fotbalová liga. Następnie przez prawie 5 lat nie był uwzględniony w obsadzie najwyższej klasy rozgrywkowej w Czechach. Dopiero w sezonie 2011/2012 poprowadził 9 spotkań w jednym sezonie. W 2013 roku został mianowany na sędziego międzynarodowego. Pierwszym seniorskim spotkaniem w Europie był dla niego mecz I rundy eliminacji do Ligi Europy 2014/2015 pomiędzy Liteks Łowecz, a Veris Drăgănești. 
W 2016 roku został nominowany do prowadzenia spotkań podczas Mistrzostw Europy U-17. Poprowadził w tym turnieju mecz finałowy pomiędzy Portugalią i Hiszpanią. W roku 2018 po raz pierwszy w karierze poprowadził mecz fazy grupowej Ligi Europy pomiędzy Olympiakosem, a F91 Dudelange. W tym samym roku po raz pierwszy prowadził mecz seniorskich reprezentacji narodowych. Było to w spotkaniu Ligi Narodów UEFA w którym zagrały Łotwa i Gruzja. 